# Кревчик, Владимир Дмитриевич
Владимир Дмитриевич Кревчик (род. 13 декабря 1955, Борисов, Минская область) — советский, узбекистанский и российский ученый-физик. Доктор физико-математических наук, профессор. Заслуженный деятель науки Российской Федерации (2009). Почётный работник высшего профессионального образования Российской Федерации (2014). Заслуженный работник образования Пензенской области (2016). Декан факультета приборостроения, информационных технологий и электроники ПГУ с 2015 года.
Руководитель научно-педагогической школы ПГУ «Физика электронных процессов в низкоразмерных системах».

## Биография
Родился 13 декабря 1955 года в городе Борисов Белорусской ССР.
В 1978 г. окончил физический факультет Ташкентского государственного университета. C 1978 по 1992 гг. работал по распределению в Ташкентском физико-техническом институте им. С. В. Стародубцева АН УЗССР в должностях инженера, научного сотрудника. С 1979 по 1983 гг. обучался в аспирантуре Ташкентского государственного университета.
В 1983 г. защитил диссертация на соискание ученой степени кандидата физико-математических наук. С 1992 по 1997 работал заведующим кафедрой математики и физики Ташкентского высшего танкового командного училища им. П.С Рыбалко.
Ученая степень доктора физико-математических наук утверждена высшей аттестационной комиссией при кабинете министров Республики Узбекистан в 1995 г., а также решением государственного высшего аттестационного комитета РФ (1999) на основе переаттестации.
После переезда из Узбекистана в Пензу в 1997 г. избирался на должность профессора кафедры физики ПГУ.
С 2015 г. по настоящее время — декан факультета приборостроения, информационных технологий и электроники ПГУ.

## Научная деятельность
Во время работы в Ташкентском физико-техническом институте им. С. В. Стародубцева АНУзССР В. Д. Кревчик внес важный вклад в развитие теории акустостимулированных процессов при релаксации фотонных возбуждений в полупроводниках. разработанная им концепция акустостимулированных процессов составила основу ультразвуковой технологии улучшения спектрометрических характеристик полупроводниковых детекторов ядерного излучения, что отражено в трех авторских свидетельствах об изобретении. Еще одним важнейшим направлением научных исследований В. Д. Кревчика является магнитооптика полупроводниковых наноструктур с примесными центрами атомного и молекулярного типа. еще на раннем этапе развития пролупроводниковой наноэлектроники научные работы В. Д. Кревчика внесли значительный вклад в развитие оптоэлектроники и теории примесных центров в низкоразмерных системах.
Руководитель научно-педагогической школы ПГУ «Физика электронных процессов в низкоразмерных системах» (с 1998). Полученные в рамках НПШ результаты теоретических исследований имеют важное значение для развития физических представлений о влиянии Н(-) — подобных примесных центров и их комплексов на оптические свойства наноструктур, для развития физики электронных процессов в низкоразмерных системах в сочетании с многомерным диссипативным туннелированием, для развития нового научного направления — инженерии дефектов в технологии полупроводниковых приборов. В период с 2001 по 2017 гг. под научным руководством В. Д. Кревчика выполнено и защищено 26 кандидатских диссертаций и 2 докторские диссертации.
Является инициатором создания в Политехническом институте ПГУ студенческого научно-образовательного журнала «Инжиниринг и технологии» и его главным редактором.
В. Д. Кревчик — главный редактор журнала «Известия высших учебных заведений. Поволжский регион. Физико-математические науки».
Член специализированного экспертного совета ВАК по физике.
Направления научной работы: развитие теории акустостимулированных процессов при релаксации фотонных возбуждений в полупорводниках. Разработанная концепция акустостимулированных процессов составила основу ультразвуковой технологии улучшения спектрометрических характеристик полупроводниковых детекторов ядерного излучения, что отражено в 3 авторских свидетельствах об изобретении.

## Публикации
Автор более 350 научных публикаций: в ведущих научных рецензируемых журналах, индексируемых в БД Scopus и WoS, включённых в Перечень Высшей аттестационной комиссии (ВАК) при Министерстве науки и высшего образования Российской Федерации, 12 учебных и учебно-методических пособий, 14 монографий (в том числе коллективных). Автор 10 патентов на изобретения.
Некоторые труды:
- Артемова О. И., Кревчик В. Д., Семенов М. Б. Нелинейная двумерная динамика взаимодействующих раковых клеток в условиях экстраклеточного поля // Известия высших учебных заведений. Прикладная нелинейная динамика. 2020. Т. 28. № 1. С. 29-45.
- Артемова О. И., Кревчик В. Д., Семенов М. Б. Моделирование влияния экстраклеточного информационного поля в динамике рисков формирования и развития раковой опухоли // Вестник Самарского государственного технического университета. Серия: Физико-математические науки. 2019. Т. 23. № 4. С. 705—723.
- Артемов И. И., Акимов Д. А., Кревчик В. Д. Влияние ультразвуковой обработки на модуль упругости ионно- имплантированной поверхности металла // Известия высших учебных заведений. Поволжский регион. Технические науки. 2018. № 3 (47). С. 140—149.
- Кревчик В. Д., Семенов М. Б., Филатов Д. О. и др. Контролируемый рост квантовых точек из коллоидного золота в условиях диссипативного туннелирования // Физическое образование в ВУЗах. 2016. Т. 22. № S1. С. 8-10.
- Егоров И. А., Кревчик В. Д., Семенов М. Б., Зайцев Р. В., Кревчик П. В. Экспериментально наблюдаемый осциллирующий режим 1D — диссипативного туннелирования для полупроводниковых квантовых точек // Физическое образование в ВУЗах. 2015. Т. 21. № S1. С. 6-7.
- Жуковский В. Ч., Кревчик В. Д., Семенов М. Б., Разумов А. В. Нелинейные оптические свойства нанобрубки со спиральным дефектом в продольном магнитном поле // Вестник Московского университета. Серия 3: Физика. Астрономия. 2014. № 1. С. 67-74.
- Кревчик В. Д., Калинин В. Н., Калинин Е. Н. Подвижность электронов в квантовой проволоке с краевой дислокацией во внешнем магнитном поле // Известия высших учебных заведений. Поволжский регион. Физико-математические науки. 2014. № 1 (29). С. 167—179[7].

## Награды и звания
- Заслуженный деятель науки Российской Федерации (2009);
- Почётный работник высшего профессионального образования Российской Федерации (2014);
- почетный профессор института фундаментальных исследований (Флорида, США);
- почетный профессор Европейской Академии Информатизации;
- член-корреспондент Международной Академии наук педагогического образования;
- Звание «Заслуженный работник образования Пензенской области» (2016);
- Почетная грамота Министерства образования и науки РФ (2005);
- Памятный знак «За заслуги в развитии города Пензы»(2010)[8];